# Temporada 2018 del Campeonato de España de Rally de Tierra
La temporada 2018 fue la 36º edición del Campeonato de España de Rally de Tierra. Comenzó el 9 de marzo en el Rally Tierras Altas de Lorca y terminó el 1 de diciembre en el Rally de Tierra de Madrid.
Xavi Pons, logró su cuarto título en el certamen igualando el récord de Gustavo Trelles y Pedro Diego, ambos también con cuatro campeonatos.

## Calendario
| N.º | Fecha                          | Prueba                                     |
| --- | ------------------------------ | ------------------------------------------ |
| 1   | 9-10 de marzo                  | 7.º Rally Tierras Altas de Lorca           |
| 2   | 6-7 de abril                   | 6.º Rally Ciudad de Pozoblanco             |
| 3   | 27-28 de abril                 | 21.º Rally Isla de Los Volcanes            |
| 4   | 25-26 de mayo                  | 5.º Rally Terra da Auga                    |
| 5   | 31 de agosto - 1 de septiembre | 19.º Rally Ciutat de Cervera               |
| 6   | 21-22 de septiembre            | 4.º Rally de Tierra Circuito de Navarra    |
| 7   | 2-3 de noviembre               | 5.º Rally Ciudad de Granada                |
| 8   | 30 de noviembre-1 de diciembre | 1.º Rally de Tierra de Madrid - Kobe Motor |

## Cambios y novedades

### Puntuación
Sistema de puntuación para todos los campeonatos, excepto el campeonato de marcas. Para la clasificación final se tienen en cuenta todos los resultados menos uno.
| Posición | 1  | 2  | 3  | 4  | 5  | 6  | 7  | 8  | 9  | 10 | 11 | 12 | 13 | 14 | 15 | 16 | 17 | 18 | 19 | 20 |
| -------- | -- | -- | -- | -- | -- | -- | -- | -- | -- | -- | -- | -- | -- | -- | -- | -- | -- | -- | -- | -- |
| Puntos   | 35 | 30 | 27 | 25 | 23 | 21 | 19 | 17 | 15 | 13 | 11 | 9  | 8  | 7  | 6  | 5  | 4  | 3  | 2  | 1  |

### Trofeos y copas de promoción
- Copa Aygo Kobe de Tierra
- Mitsubishi Evo Cup Tierra

## Equipos
| Equipo                | Automóvil                | Piloto                  | Copiloto                 | Rondas            |
| Equipos oficiales     | Equipos oficiales        | Equipos oficiales       | Equipos oficiales        | Equipos oficiales |
| --------------------- | ------------------------ | ----------------------- | ------------------------ | ----------------- |
| Suzuki Motor Ibérica  | Suzuki Swift R+          | Javier Pardo Siota      | Adrián Pérez Fernández   | 2-8               |
| Equipos privados      |                          |                         |                          |                   |
| Biela Club Manresa    | Peugeot 208 T16          | Xavi Pons               | Jordi Mercader           | 1                 |
| Biela Club Manresa    | Peugeot 208 T16          | Xavi Pons               | Diego Sanjuan            | 2-3               |
| Biela Club Manresa    | Peugeot 208 T16          | Xavi Pons               | Rodrigo Sanjuan          | 4-6               |
| Biela Club Manresa    | Škoda Fabia R5           | Xavi Pons               | Rodrigo Sanjuan          | 7-8               |
| SMC Júnior Motorsport | Citroën DS3 R5           | Williams Villanueva     | Borja Aguado             | 1-2               |
| Motor Club Sabadell   | Citroën DS3 R5           | Eduard Forés            | David Uson               | 1-5,8             |
| Motor Club Igualada   | Citroën DS3 R5           | Josep Basols            | Xavi Amigo               | 1-4               |
| Motor Club Igualada   | Škoda Fabia R5           | Josep Basols            | Xavi Amigo               | 5-8               |
| Tineo Auto Club       | Škoda Fabia R5           | José Luis Peláez        | Rodolfo del Barrio       | 1-6               |
| Baporo Motorsport     | Škoda Fabia R5           | Eduard Pons             | Dani Muntadas            | 1-8               |
|                       | Škoda Fabia R5           | Marco Bulacia Wilkinson | Fabian Cretu             | 5                 |
| Past Racing           | Ford Fiesta R5           | Daniel Alonso           | Cándido Carrera          | 1,4               |
| RMC Motorsport        | Ford Fiesta R5           | Daniel Alonso           | Cándido Carrera          | 8                 |
| RMC Motorsport        | Ford Fiesta RS WRC       | Daniel Alonso           | Cándido Carrera          | 5-7               |
| RMC Motorsport        | Peugeot 208 N5           | Luis Climent            | Ricardo Ranero           | 1                 |
| RMC Motorsport        | Mitsubishi Lancer Evo X  | Luis Climent            | Ricardo Ranero           | 2                 |
| Escudería Bengala     | Mitsubishi Lancer Evo X  | Luis Climent            | Ricardo Ranero           | 4, 7              |
| Escudería Maspalomas  | Mitsubishi Lancer Evo X  | Juan Carlos Quintana    | Peñate Rogelio           | 1,5-8             |
| Escudería Maspalomas  | Mitsubishi Lancer Evo X  | Juan Carlos Quintana    | Eduardo Delgado González | 2-4               |
| Escudería Ourense     | Mitsubishi Lancer Evo X  | Javier Pardo Siota      | Adrián Pérez Fernández   | 1                 |
| Escudería Ourense     | Porsche 997 GT3 RS 3.8   | Sergio Vallejo          | Diego Vallejo            | 1-8               |
| Escudería Lagun Artea | Mitsubishi Lancer Evo X  | Jorge del Cid           | Rodrigo Sanjuan          | 1                 |
| Escudería Lagun Artea | Mitsubishi Lancer Evo X  | Jorge del Cid           | Nerea Odriozola          | 4-6               |
| Escudería Lagun Artea | Mitsubishi Lancer Evo IX | Jorge del Cid           | Nerea Odriozola          | 3                 |

## Clasificación

### Campeonato de pilotos
| Pos.            | Piloto                     | 1   | 2   | 3   | 4   | 5   | 6   | 7   | 8   | Puntos |
| --------------- | -------------------------- | --- | --- | --- | --- | --- | --- | --- | --- | ------ |
| 1.              | Xavi Pons                  | 1   | 1   | 1   | 1   | 2   | 8   | 1   | 1   | 266    |
| 2.              | Javier Pardo Siota         | 14  | 3   | 6   | 7   | 5   | 4   | 6   | 7   | 165    |
| 3.              | Josep Basols               | 6   | Ret | 3   | 4   | 3   | 3   | Ret | 4   | 162    |
| 4.              | Daniel Alonso              | 8   |     |     | 5   | 4   | 2   | 4   | 5   | 150    |
| 5.              | José Luis Peláez           | 4   | 2   | 2   | 2   | Ret | 6   |     |     | 142    |
| 6.              | Juan Carlos Quintana       | 5   | 8   | 4   | 8   | 7   | Ret | 16  | 6   | 130    |
| 7.              | Eduard Pons                | 12  | 6   | 5   | 6   | 10  | Ret | 7   | 8   | 127    |
| 8.              | Gorka Eizmendi             | Ret |     |     | 36  | 30  | 1   | 3   | 2   | 98     |
| 9.              | Eduard Forés               | 9   | 7   | 7   | 9   | Ret |     |     | 9   | 83     |
| 10.             | Jan Solans                 | 11  | 5   |     |     |     | 7   | 8   | 12  | 81     |
| 11.             | Jorge del Cid              | 3   |     | Ret | 3   | Ret | 5   |     |     | 77     |
| 12.             | Willy Villanueva           | 2   | 4   |     |     |     |     |     |     | 55     |
| 13.             | Efrén Llarena              |     |     |     |     | 6   |     |     | 3   | 52     |
| 14.             | Rodolfo Suárez Rodríguez   | 21  | 10  | Ret | 12  |     | 9   | 15  | 15  | 50     |
| 15.             | Juan Pablo Castro Iglesias | Ret | Ret | 8   | Ret | Ret |     | 11  | 10  | 43     |
| 16.             | Sergio Vallejo             | 25  | 14  | 12  | 30  | Ret | 11  | 10  | Ret | 42     |
| 17.             | Gustavo Sosa               | 30  | Ret | 10  | 15  | 14  |     | 12  |     | 41     |
| 18.             | Aritz Iriondo              | 10  | Ret |     | Ret | 15  | 12  | 13  | Ret | 31     |
| 19.             | Diogo Salvi                |     |     |     |     |     |     | 5   |     | 25     |
| 20.             | Marcos González Espino     | 17  | 16  | 9   |     |     |     |     |     | 24     |
| 21.             | Francisco Cima             |     |     |     |     | 12  |     |     | 11  | 24     |
| 22.             | Sergi Francolí Comellas    | 16  | 9   |     |     | 25  |     |     |     | 20     |
| 23.             | Manuel Gómez-Manzanilla    | 23  | Ret |     | 17  | 14  |     | 14  | Ret | 20     |
| 24.             | Cristóbal García Ramos     | 7   | Ret | Ret |     |     |     |     |     | 19     |
| 25.             | Albert Orriols             |     |     |     |     | 8   |     |     |     | 19     |
| 26.             | Luis Climent               | Ret | 19  |     | Ret |     |     | 9   |     | 19     |
| 27.             | José María Reyes González  | 19  | 12  |     |     |     |     |     | 13  | 19     |
| 28.             | Xavier Domenech            |     |     |     |     | 9   |     |     |     | 17     |
| 29.             | Kevin Guerra Rodríguez     | 36  | 38  | 11  | 45  | 32  | 19  |     | 19  | 16     |
| 30.             | Perfecto Calviño           |     |     |     | 10  |     |     |     | Ret | 13     |
| 31.             | Javier Izaguirre Otamendi  |     |     |     |     |     | 10  |     |     | 13     |
| 32.             | José Luis Toril Coleto     | 41  | 34  | 25  | 26  | 37  | 18  | 17  | 17  | 13     |
| 33.             | Antonio Otero Montero      | 29  | 17  |     | 20  | 34  | 14  |     | Ret | 12     |
| 34.             | Juan Carlos Fernández      | 33  | Ret |     | Ret | 19  | 13  |     |     | 12     |
| 35.             | David Nafría               |     | 11  |     |     |     |     |     |     | 11     |
| 36.             | Edgar Vigo                 | 26  | 13  |     | 18  | Ret |     | Ret |     | 11     |
| 37.             | Javier Ramilo Queijo       |     |     |     | 11  |     |     |     |     | 11     |
| 38.             | Aritz Badiola              |     |     |     | 31  | 28  |     | ?   |     | 9      |
| 39.             | Ramón Cornet Vila          | 13  |     |     |     |     |     |     |     | 8      |
| 40.             | Daniel Santana Fernández   |     |     | 13  |     |     |     |     |     | 8      |
| 41.             | Cristina Gutiérrez Herrero |     |     |     | 13  |     |     |     |     | 8      |
| 42.             | Roberto Blach Nuñez        | 20  | 15  |     |     |     |     |     |     | 7      |
| 43.             | Cristian Calderín          |     |     | 14  |     |     |     |     |     | 7      |
| 44.             | Manuel Souto Paderne       |     |     |     | 14  |     |     |     |     | 7      |
| 45.             | Carlos Fernández García    | Ret | 22  |     | 19  | 18  |     |     |     | 7      |
| 46.             | Juan Carlos Aguado         | 22  |     |     | Ret | 15  |     |     |     | 7      |
| 47.             | Alfredo Tamés              |     |     |     |     |     |     |     | 14  | 7      |
| 48.             | Josep Basss Mas            | 15  | 40  |     |     |     |     |     |     | 6      |
| 49.             | Ayoze Marrero              |     |     | 15  |     |     |     |     |     | 6      |
| 50.             | Mariano Pares              |     |     |     |     | 17  |     |     |     | 6      |
| 51.             | Jordi Trius Alemany        | 39  | 23  |     |     | 25  | 15  |     |     | 6      |
| 52.             | Manuel Medina              |     |     | 16  |     |     |     |     |     | 5      |
| 53.             | César Garabatos            |     |     |     | 16  |     |     |     |     | 5      |
| 54.             | Aingeru Castro Zaballa     |     |     |     |     |     | 16  |     |     | 5      |
| 55.             | Néstor Luzardo             |     |     | 17  |     |     |     |     |     | 4      |
| 56.             | Agustín Álvaro Berruezo    | 34  | Ret |     | 33  | 40  | 17  |     |     | 4      |
| 57.             | Manuel Sánchez Salazar     |     |     |     |     |     |     | 18  |     | 4      |
| 58.             | Nicolás Cabanas Gómez      |     |     |     | Ret | 31  |     |     | 18  | 4      |
| 59.             | Manuel Jesús García        | 18  |     |     |     |     |     |     |     | 3      |
| 60.             | Álvaro Pérez Abeijón       | 24  | 18  |     |     |     |     |     |     | 3      |
| 61.             | Isabel Pérez Napp          |     |     | 18  |     |     |     |     |     | 3      |
| 62.             | Joan Vidal                 | 31  | 25  |     | 22  | 20  |     |     |     | 3      |
| 63.             | Manuel Sánchez Peña        |     |     |     |     |     |     | 19  |     | 3      |
| 64.             | Francisco Montes Iglesias  | 49  | 24  |     | 34  | 45  | 20  |     |     | 3      |
| 65.             | Javier Sosa                |     |     | 19  |     |     |     |     |     | 2      |
| 66.             | Celestino Iglesias Cores   |     |     |     |     | 21  |     |     | Ret | 2      |
| 67.             | José Luis García Molina    |     |     |     |     |     |     | 20  |     | 2      |
| 68.             | Iván Fuertes               | Ret | 20  |     |     | Ret |     |     | Ret | 1      |
| 69.             | Carlos Villalba            |     |     | 20  |     |     |     |     |     | 1      |
| 70.             | Roberto Rozada             | 28  |     | Ret | Ret | 23  |     |     |     | 1      |
| 71.             | Javier Encinas Alarza      | 46  | 35  |     | 44  | Ret | Ret | 21  | 30  | 1      |
| 72.             | Jonathan Gómez González    | Ret | 32  |     | 37  | 38  | 22  |     | 21  | 1      |
| No clasificados |                            |     |     |     |     |     |     |     |     |        |
| -               | Marco Bulacia              |     |     |     |     | 1   |     |     |     | -      |
| -               | Osian Pryce                |     |     |     |     |     |     | 2   |     | -      |

### Campeonato de marcas
| Pos. | Marca      | Puntos |
| ---- | ---------- | ------ |
| 1.   | Mitsubishi | 372    |
| 2.   | Toyota     | 273    |
| 3.   | Suzuki     | 264    |
| 4.   | SEAT       | 50     |

### Campeonato de copilotos
| Pos. | Copiloto                   | Puntos |
| ---- | -------------------------- | ------ |
| 1.   | Rodrigo Sanjuan de Eusebio | 196    |
| 2.   | Diego Sanjuan de Eusebio   | 174    |
| 3.   | Adrián Pérez Fernández     | 165    |
| 4.   | Xavier Amigo Colon         | 162    |
| 5.   | Cándido Carrera            | 150    |
| 6.   | Rodolfo Del Barrio García  | 142    |
| 7.   | Dani Muntadas Busquet      | 127    |
| 8.   | David Uson Castels         | 102    |
| 9.   | Rogelio Peñate López       | 71     |
| 10.  | Mauro Barreiro Zas         | 62     |

### Trofeo propulsión trasera
| Pos. | Piloto                        | Puntos |
| ---- | ----------------------------- | ------ |
| 1.   | Sergio Vallejo                | 210    |
| 2.   | Jordi Trius                   | 111    |
| 3.   | Juan Carlos Fernández Pedrero | 95     |
| 4.   | Eduardo Herrero Andrino       | 62     |
| 5.   | Iván Fuertes                  | 30     |

### Trofeo 2 Ruedas Motrices
| Pos. | Piloto                  | Puntos |
| ---- | ----------------------- | ------ |
| 1.   | Jan Solans              | 174    |
| 2.   | Aritz Iriondo           | 104    |
| 3.   | Manuel Gómez-Manzanilla | 101    |
| 4.   | Kevin Guerra            | 94     |
| 5.   | Antonio Otero           | 92     |

### Trofeo vehículos R5
| Pos. | Piloto           | Puntos |
| ---- | ---------------- | ------ |
| 1.   | Xavi Pons        | 245    |
| 2.   | Josep Basols     | 166    |
| 3.   | Eduard Pons      | 161    |
| 4.   | José Luis Peláez | 144    |
| 5.   | Gorka Eizmendi   | 133    |

### Trofeo vehículos R3
| Pos. | Piloto                  | Puntos |
| ---- | ----------------------- | ------ |
| 1.   | Alberto González Chento | 35     |

### Trofeo vehículos R2
| Pos. | Piloto                    | Puntos |
| ---- | ------------------------- | ------ |
| 1.   | Jan Solans                | 170    |
| 2.   | Aritz Iriondo             | 130    |
| 3.   | Antonio Montero           | 111    |
| 4.   | Manuel Gómez-Manzanilla   | 101    |
| 5.   | José María Reyes González | 76     |

### Trofeo vehículos grupo N
| Pos. | Piloto                   | Puntos |
| ---- | ------------------------ | ------ |
| 1.   | Rodolfo Suárez Rodríguez | 205    |
| 2.   | José Luis Toril Coleto   | 194    |
| 3.   | Gustavo Javier Sosa      | 159    |
| 4.   | Édgar Vigo               | 85     |
| 5.   | Carlos Fernández         | 80     |

### Trofeo vehículos grupo N5
| Pos. | Piloto                  | Puntos |
| ---- | ----------------------- | ------ |
| 1.   | Javier Pardo Siota      | 240    |
| 2.   | Efrén Llarena           | 65     |
| 3.   | Marcos González Espino  | 60     |
| 4.   | Roberto Rozada Castañón | 54     |
| 5.   | Francisco Cima          | 54     |

### Trofeo pilotos femeninos
| Pos. | Piloto                     | Puntos |
| ---- | -------------------------- | ------ |
| 1.   | Angélica Camacho Pellón    | 140    |
| 2.   | Isabel Pérez Napp          | 35     |
| 3.   | Cristina Gutiérrez Herrero | 35     |
| 4.   | Virginia de León Reyes     | 30     |
| 5.   | María Sánchez de Armas     | 27     |

### Trofeo copilotos femeninos
| Pos. | Copiloto                 | Puntos |
| ---- | ------------------------ | ------ |
| 1.   | Rebeca Arellano de Pedro | 144    |
| 2.   | Raquel Ruiz Arias        | 125    |
| 3.   | María Salvo El Hage      | 70     |
| 4.   | Nerea Odriozola Sagarina | 70     |
| 5.   | Verónica Tejera Sánchez  | 35     |

### Trofeo pilotos júnior
| Pos. | Piloto                    | Puntos |
| ---- | ------------------------- | ------ |
| 1.   | Javier Pardo Siota        | 240    |
| 2.   | Jan Solans                | 152    |
| 3.   | Alberto Fernández Merayo  | 106    |
| 4.   | Sergio Hernández Personal | 89     |
| 5.   | Marcos González Espino    | 74     |

### Trofeo vehículos históricos
| Pos. | Piloto                  | Puntos |
| ---- | ----------------------- | ------ |
| 1.   | Agustín Álvaro Berruezo | 140    |
| 2.   | Eduardo Herrero Andrino | 65     |
| 3.   | Cristián Calderín Milán | 35     |
| 4.   | Saúl Figueroa Hernández | 30     |
| 5.   | Jorge Cedres Cruz       | 27     |

### Trofeo pilotos senior
| Pos. | Piloto          | Puntos |
| ---- | --------------- | ------ |
| 1.   | Eduard Pons     | 214    |
| 2.   | Daniel Alonso   | 210    |
| 3.   | José Luis Toril | 173    |
| 4.   | Sergio Vallejo  | 157    |
| 5.   | Eduard Forés    | 144    |

### Trofeo de escuderías
| Pos. | Escudería                 | Puntos |
| ---- | ------------------------- | ------ |
| 1.   | Biela Club Manresa        | 227    |
| 2.   | Suzuki Motor Iberica      | 161    |
| 3.   | Moto Club Igualada        | 155    |
| 4.   | Baporo Motorsport         | 147    |
| 5.   | Escudería Lagun Artea     | 142    |
| 6.   | Escudería Tineo Auto Club | 136    |
| 7.   | Escudería Maspalomas      | 135    |
| 8.   | RMC Motorsport            | 115    |
| 9.   | Escudería Motor Terrassa  | 109    |
| 10.  | Motor Club Sabadell       | 100    |

### Copa Aygo Kobe Motor
| Pos. | Piloto            | Puntos |
| ---- | ----------------- | ------ |
| 1.   | Kevin Guerra      | 171    |
| 2.   | Francisco Montes  | 151    |
| 3.   | Sergio Hernández  | 124    |
| 4.   | Jonathan Gómez    | 123    |
| 5.   | Alberto Fernández | 115    |

### Mitsubishi Evo Cup
| Pos. | Piloto               | Puntos |
| ---- | -------------------- | ------ |
| 1.   | Juan Carlos Quintana | 56     |
| 2.   | Gustavo Sosa         | 37     |
| 3.   | Jorge del Cid        | 30     |
| 4.   | Édgar Vigo           | 20     |
| 5.   | Carlos Fernández     | 15     |